# فیبل (بازی ویدئویی)
فیبل (انگلیسی: Fable (video game)) یک بازی ویدئویی در سبک نقش‌آفرینی اکشن است که توسط استودیو مایکروسافت و در سال ۲۰۰۴ منتشر شد. «فیبل» در پلت‌فرم‌های ایکس‌باکس ۳۶۰، ایکس‌باکس، و مایکروسافت ویندوز منتشر شده است.